# Milton Obote
Apollo Milton Opeto Obote (Akokoro, 28 dicembre 1925 – Johannesburg, 10 ottobre 2005) è stato un politico ugandese. È stato Primo ministro dell'Uganda dal 1962 al 1966 e Presidente dal 1966 al 1971 e dal 1980 al 1985. Socialista, fu rovesciato da Idi Amin nel 1971, ma riprese il potere nel 1980, un anno dopo il rovesciamento di Amin. Il suo secondo periodo di governo, in cui aveva poteri dittatoriali, è stato segnato dalla repressione e dalla morte di molti civili a seguito di una guerra civile in Uganda.

## Gioventù e formazione
Nacque nel 1925 ad Akokoro (distretto di Apac) nella parte settentrionale dell'Uganda, terzo dei nove figli di Stanley Opeto Anyanga, agricoltore in seguito divenuto capotribù dell'etnia dei Lango e della sua seconda moglie, Priscilla Acen Eyer.
La formazione di Obote ebbe luogo in scuole appartenenti alla Chiesa d'Uganda (anglicana), iniziò a frequentare la scuola elementare per ragazzi a Ibuje (dal 1936) per poi passare ad una scuola elementare di Boroboro e da lì alla scuola superiore di Gulu e infine al Busoga College Mwiri. In ciascuno dei suoi passaggi scolastici si contraddistinse per tenacia e volontà di primeggiare nella classe.
Da Mwiri accedette al Makerere College a Kampala dove il suo desiderio di studiare giurisprudenza non poté essere esaudito per mancanza del corso di studi, frequentò quindi un corso di studi generali, inglese, geografia e cultura generale, rimase a Kampala dal 1948 al 1949, anno in cui abbandonò gli studi in seguito ad un fraintendimento sull'accesso ad una borsa di studio per poter studiare in Inghilterra per la quale l'amministrazione coloniale improvvisamente ritirò i fondi dapprima stanziati. Questo episodio fece insorgere un sentimento di astio nei confronti delle autorità coloniali.
Si recò per un breve periodo in Kenya, tornato in Uganda fu assunto da una società di costruzioni e nel 1952 si unì al neocostituito partito del Congresso Nazionale dell'Uganda (UNC), venendo eletto al consiglio legislativo coloniale nel 1957. Durante un secondo soggiorno in Kenya partecipò attivamente alle attività del partito keniota Unione Africana.
Nel 1959, l'UNC si divise in due fazioni, con una fazione sotto la guida di Obote che si unì con l'Unione Popolare dell'Uganda per formare il Congresso del Popolo dell'Uganda.

## L'attività politica
La pressione indipendentista in Uganda era molto inferiore a quella di altri stati come il Kenya o il Tanganica: in Uganda vi erano pochi coloni bianchi e il governo coloniale aveva un atteggiamento relativamente benevolo nei confronti della popolazione indigena. I problemi principali del paese erano da un lato la volontà del regno di Buganda di mantenere i privilegi accordati dall'amministrazione coloniale, dall'altro la divisione fra cattolici e protestanti (appartenenti alla Chiesa Anglicana d'Uganda). Nel tempo dalla miriade di piccoli partiti, attraverso fusioni e unioni ne emersero due, il Partito Democratico, nel quale si riconoscevano i cattolici, e il Congresso del Popolo dell'Uganda (UPC, protestante) del quale Obote divenne capo.
Nonostante gli sforzi dei due partiti per superare la divisione religiosa dell'elettorato nelle elezioni del 1961 l'astensione dell'etnia protestante dei Ganda determinò la vittoria del Partito Democratico, primo ministro divenne quindi Benedicto Kiwanuka.
Nelle successive elezioni dell'aprile 1962 Obote stabilì un'alleanza con il partito monarchico Kabaka Yekka, la coalizione vinse le elezioni e Obote divenne primo ministro, al momento dell'indipendenza (9 ottobre 1962) la carica venne confermata, lo stesso avvenne un anno dopo quando venne dichiarata la repubblica, presidente divenne il kabaka (re) del Buganda, Frederick Mutesa.

## Primo ministro
Con Obote primo ministro, nel gennaio 1964 si verificò un ammutinamento presso la caserma di Jinja, la seconda città dell'Uganda e sede del 1º battaglione dell'esercito ugandese. Ci furono ammutinamenti simili in altri due stati dell'Africa orientale; tutti e tre i Paesi hanno richiesto l'appoggio delle truppe dell'esercito britannico. Prima che arrivassero, tuttavia, Obote inviò il ministro della difesa Felix Onama a negoziare con gli ammutinati. Onama fu tenuto in ostaggio e accettò molte richieste, inclusi significativi aumenti salariali per l'esercito e la rapida promozione di molti ufficiali, compreso il futuro presidente Idi Amin. Nel 1965, i kenioti erano stati esclusi da posizioni di leadership all'interno del governo, e ciò fu seguito dalla rimozione in massa dei keniani dall'Uganda nel 1969, sotto la guida di Obote.
Nel tempo molti parlamentari del Kabaka Yekka e del Partito Democratico si unirono all'UPC e nel 1964 l'alleanza perse il suo scopo. Obote tenne occultato al suo governo l'aiuto che stava offrendo ai ribelli Simba nella loro ribellione contro il presidente della Repubblica Democratica del Congo, Moise Tshombe. Le forniture di armi, della cui consegna era incaricato Amin, erano pagate in oro ed avorio, in questo stesso periodo un ammontare pari a 24.000 sterline venne depositato sui conti personali di Idi Amin. Nel 1966, in un momento in cui Obote non si trovava a Kampala, il parlamentare Daudi Ocheng accusò Obote di appropriazione di denaro e invocò un'inchiesta nei confronti di Idi Amin, di Obote e di altri due ministri accusati di essere complici in questo traffico. Al suo ritorno nella capitale Obote incarcerò 5 ministri accusandoli di complotto e nominò un giudice della corte d'appello, Sir Clement Nageon De Lestang, alla guida di un'inchiesta i cui risultati non vennero però mai pubblicati.
Obote introdusse, forzando il parlamento ad accettarla senza nemmeno averla letta, una nuova carta costituzionale e si nominò presidente con pieno potere esecutivo. Nominò inoltre Amin a capo dell'esercito. Il kabaka Mutesa rifiutò quest'abuso di potere e il 20 maggio il parlamento del Buganda intimò al governo dell'Uganda di lasciare il paese entro 10 giorni. Obote impose lo stato di emergenza e il 24 maggio ordinò ad Amin di indagare sulla presunta presenza di un deposito di armi nel palazzo reale del kabaka. Le truppe assaltarono il palazzo e nella sanguinosa battaglia persero la vita numerosi Ganda, il kabaka fuggì dal palazzo, si rifugiò nel Regno Unito e nel resto del paese la ribellione Ganda venne repressa con violenza. Nel 1967 Obote abolì tutti i regni pre-coloniali nella parte meridionale ed occidentale del paese. Questa soluzione armata di una questione politica fu il precedente che sancì la dipendenza del governo di Obote (ma anche dei governi successivi) dall'esercito.

## Prima presidenza
Nel 1969 ci fu un attentato alla vita di Obote. All'indomani del tentativo, tutti i partiti politici dell'opposizione vennero banditi, lasciando Obote come un governante effettivamente assoluto. Per la maggior parte del tempo era in vigore lo stato di emergenza e molti oppositori politici vennero incarcerati, senza processo, a vita. Il regime di Obote ha terrorizzato, molestato e torturato le persone. La sua polizia segreta, l'Unità di servizio generale, guidata dal cugino di Obote, si rese responsabile di molte crudeltà.
Nel 1969-1970 Obote pubblicò una serie di opuscoli che avrebbero dovuto delineare la sua politica ed economica. La Carta dell'Uomo Comune era un riassunto del suo approccio al socialismo, che divenne noto come "lo spostamento a sinistra". Il governo rilevò una quota del 60% delle principali società private e banche del paese dell'epoca. Durante il regime di Obote, emerse una corruzione flagrante e diffusa in nome della sua versione di "socialismo". La carenza di cibo fece lievitare i prezzi. Anche la persecuzione di Obote nei confronti dei commercianti indiani contribuì a questo aumento dei prezzi.

## Il colpo di Stato di Idi Amin e il ritorno
Il 25 gennaio 1971, mentre Obote si trovava ad una conferenza del Commonwealth a Singapore, Idi Amin guidò un colpo di Stato. L'apparente motivo della rivolta fu il tentativo di Obote di ridurre le spese militari. Inizialmente Amin fu visto positivamente, sia in patria che all'estero, e fece liberare i prigionieri politici fatti arrestare da Obote.
Durante il regime di Idi Amin, Obote si rifugiò in Tanzania, il cui presidente Julius Nyerere condivideva la sua visione socialista. L'opportunità per il ritorno si presentò verso la fine del 1978, quando Amin inviò delle truppe ad invadere una striscia di territorio della Tanzania situata sulle rive del fiume Kagera (e chiamata Kagera Salient) come ritorsione a delle presunte provocazioni da parte dell'esercito di quel Paese, all'epoca Amin stava perdendo il controllo dell'esercito, dilaniato da lotte intestine originate da rivalità tribali. Le truppe tanzaniane, insieme ad un piccolo contingente di esuli ugandesi fedeli ad Obote, contrattaccarono e senza incontrare resistenza degna di nota furono in grado di giungere fino a Kampala (10 aprile 1979). Presidente del Paese divenne dapprima Yusuf Kironde Lule (fino al giugno 1979) e poi Godfrey Binaisa (fino al maggio 1980), entrambi del Fronte Nazionale di Liberazione dell'Uganda, che includeva anche un'unità guidata da Obote.
La candidatura di Obote alle elezioni del 1980 fu fortemente promossa da Paulo Muwanga, di fatto lo spodestamento (e arresto) di Binaisa fu una sorta di colpo di Stato. Le elezioni del 1980, i cui risultati furono ampiamente contestati dalle opposizioni (tra cui l'Esercito di Resistenza Nazionale guidato dall'attuale presidente Yoweri Museveni, che intraprese azioni di guerriglia), riportarono al potere il Congresso del Popolo e Milton Obote.

## Seconda presidenza
Nel corso della seconda presidenza Obote mancò nuovamente di riprendere il controllo sull'esercito, profondamente diviso da tensioni etniche e tribali. Le truppe Acholi e Langi che furono fortemente svantaggiate nell'era di Amin si vendicarono con violenza nel distretto del Nilo Occidentale, da cui provenivano Amin e i suoi seguaci più fedeli. Nel 1983 il numero di esuli in Zaire e Sudan provenienti dal distretto del Nilo Occidentale era pari a circa 100.000 persone, l'anno successivo pochi di questi rientrarono in Uganda sotto la tutela dell'Alto commissariato delle Nazioni Unite per i rifugiati.
Nel 1983, il governo di Obote lanciò l'Operazione Bonanza, una spedizione militare che costò decine di migliaia di vite e sfollò una parte significativa della popolazione. Il peso maggiore della colpa di questo massacro venne attribuito al popolo dell'Uganda settentrionale per aver sostenuto l'azione del Primo Ministro che aumentò le tensioni regionali esistenti nel Paese. Si stima che tra le 100.000 e le 500.000 persone morirono a causa dei combattimenti tra l'Esercito Nazionale di Liberazione dell'Uganda (UNLA) di Obote e i movimenti di guerriglia.
Il 27 luglio 1985 Obote fu nuovamente deposto, in seguito alle forti divisioni nelle forze armate e il suo tentativo estremo di riottenere il controllo sull'esercito, in cui nominò comandante in capo un parente, Smith Opon Acak, scavalcando e suscitando l'ira di molti generali più anziani ed esperti. Così, come nel 1971, fu rovesciato dai suoi stessi comandanti dell'esercito in un colpo di Stato militare; questa volta i comandanti erano il brigadiere Bazilio Olara-Okello e il generale Tito Okello. I due governarono brevemente il Paese attraverso un Consiglio militare, ma dopo alcuni mesi di caos, l'Esercito di Resistenza Nazionale di Museveni prese il controllo del Paese. Nel luglio 1985, Amnesty International stimò che il regime di Obote era stato responsabile di oltre 300.000 morti civili in tutto l'Uganda. Gli abusi furono particolarmente evidenti in un'area dell'Uganda centrale conosciuta come il Triangolo Luweero.

## L'esilio e la fine
La divisione all'interno delle forze armate risultò infine fatale ad Obote. In un tentativo estremo di riottenere il controllo sull'esercito nominò comandante in capo un parente, Smith Opon Acak, scavalcando e suscitando l'ira di molti generali più anziani ed esperti. La situazione precipitò in un colpo di Stato militare guidato da Bazilio Olara-Okello e Tito Lutwa Okello. Il colpo di Stato dei due generali avvenne il giorno 27 luglio 1985 ma nel gennaio 1986 Yoweri Museveni conquistò Kampala e venne nominato presidente.
L'unico Paese disposto ad accordare asilo a Obote fu lo Zambia, da dove continuò a guidare il Congresso Popolare fino alle dimissioni nel 2005. Morì il 10 ottobre dello stesso anno in un ospedale di Johannesburg a causa di un'insufficienza renale. Le sue spoglie furono trasportate in Uganda dove gli furono accordati dal suo antico nemico Museveni i funerali di Stato in virtù del fatto che, nonostante tutto, fu colui che guidò l'Uganda all'indipendenza. Venne infine sepolto ad Akokoro il 22 ottobre 2005.